# Kütchlüg

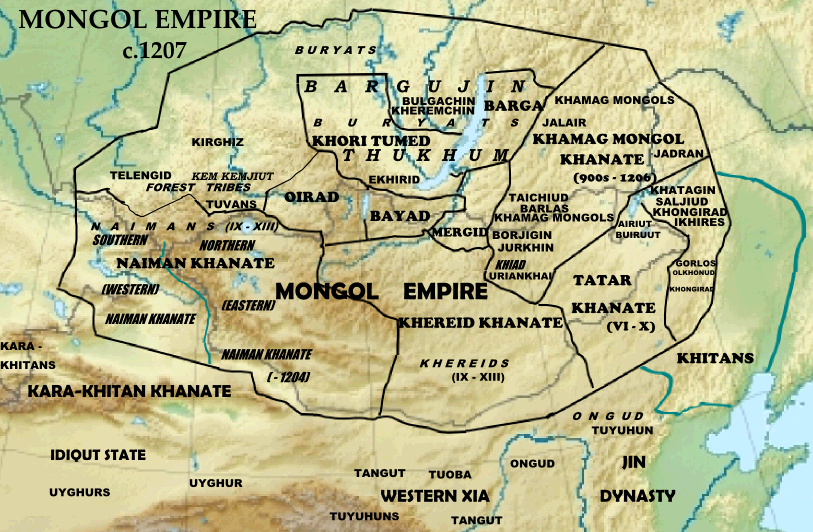
L'Asie à l'époque de Kütchlüg

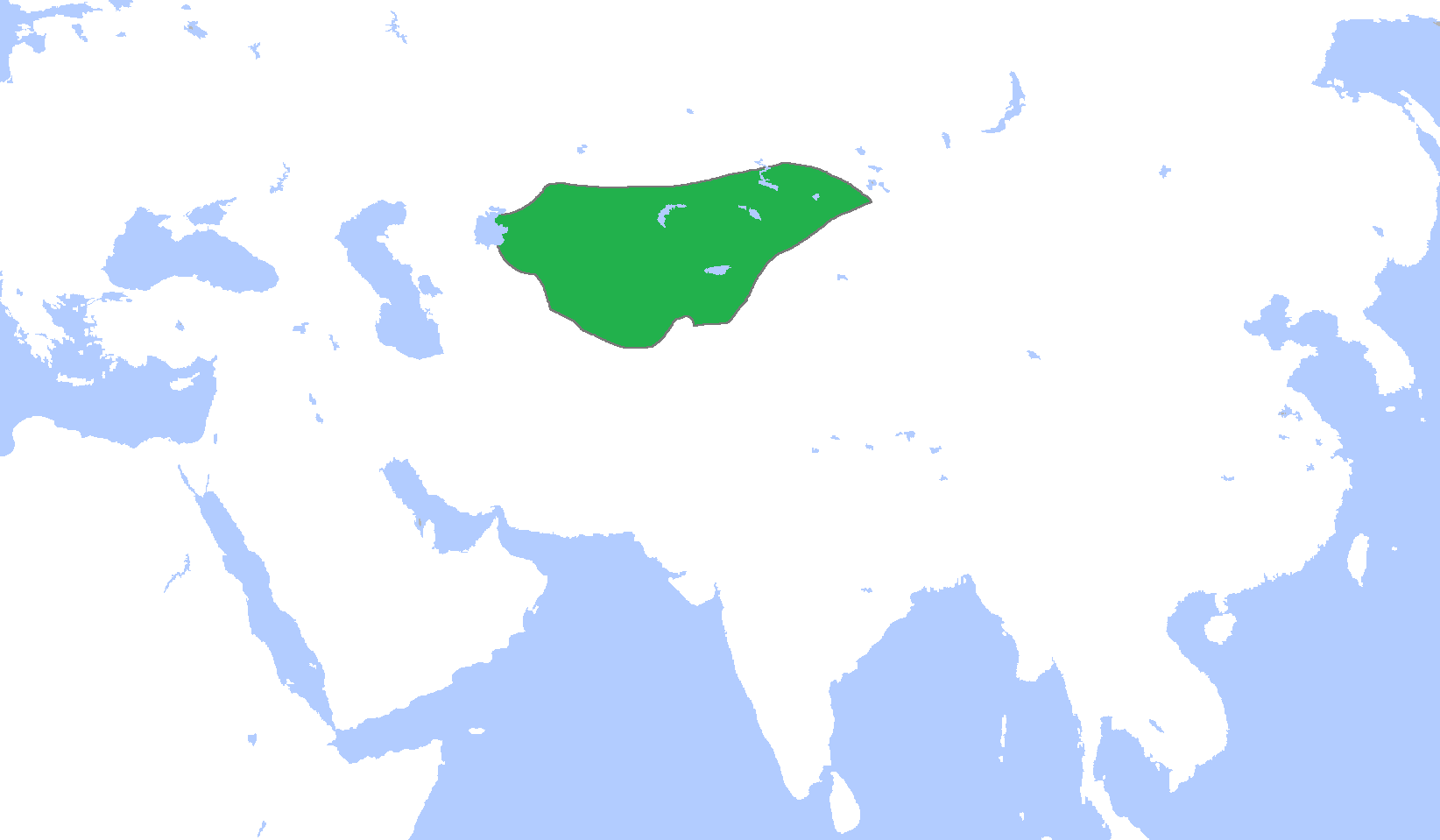
Le territoire des Kara-Khitans en 1200

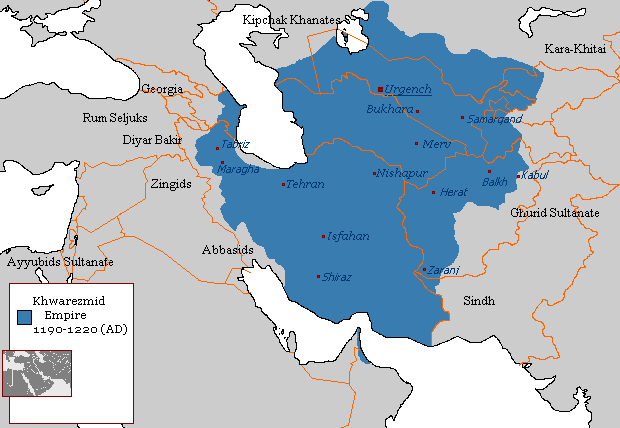
L'empire khorezmien juste après le conflit avec les Kara-Khitans

Kütchlüg ou Kuchlug est le fils du dernier khan des Naïmans, devenu Gur Khan des Kara-Khitans en 1213, vaincu et tué par les Mongols de Gengis Khan en 1218.

## Biographie
Kütchlüg est le fils de Tayang Khan, roi des Naïmans. En 1204, les Naïmans conduits par Tayang sont vaincus dans l’Altaï par Temüjin. Kütchlüg réussit à s’enfuir avec quelques hommes en direction de l’Irtych, tandis que le reste de l’armée se rend. Il se rend d’abord chez les Ouïgours, mais leur souverain Bartchouk, redoutant la colère des Mongols, le chasse.
Il se réfugie alors au Kara Khitaï, dont le Gur Khan Yelü Zhilugu (en) lui donne sa fille Hunhu en mariage. En 1210, il tente de renverser son beau-père avec l’aide du shah du Khwarezm Ala ad-Din Muhammad, qui s'est révolté contre son suzerain en 1207. L’attaque de Muhammad est repoussée par les Kara Khitaï, qui réoccupent même Samarkand. Pendant ce temps, Kütchlüg menace Balasagun, la capitale, mais il est battu devant ses murs, pendant que les Khwarezmiens sont victorieux du général des Kara-Khitans, Tayanqou, dans la steppe du Talas (août-septembre 1210). L'armée Khitan en retraite est bloquée devant Balasagun par la population. Elle prend la ville d'assaut et la met à sac.
En 1211, Kütchlüg fait prisonnier le Gur Khan Yelü Zhilugu dans une embuscade et prend le contrôle de l'empire des Kara-Khitans. En 1218, Gengis Khan envoie son général Djebé qui prend facilement possession du Kara Khitaï avec son armée de 20 000 hommes.
Kütchlüg s’enfuit sans livrer bataille, mais il est rejoint par Djebé dans le Pamir où il trouve la mort. Les troupes mongoles épargnent les villes et la population des Kara-Khitans, en qui ils voient des alliés potentiels pour la conquête du Khwarezm. La fille de Kütchlüg, Lingqun, devient l'une des épouses de Tolui, le plus jeune fils de Gengis Khan et père des grands khans Mongke et Qubilaï.